# Agapetus agilis
Agapetus agilis är en nattsländeart som först beskrevs av Barnard 1934.  Agapetus agilis ingår i släktet Agapetus och familjen stenhusnattsländor. Inga underarter finns listade i Catalogue of Life.